# II-VI-Verbindungshalbleiter
Als II-VI-Verbindungshalbleiter oder kurz II-VI-Halbleiter bezeichnet man Verbindungshalbleiter, die aus Elementen der 2. Hauptgruppe (Erdalkalimetalle) bzw. Gruppe-12-Elementen und Elementen der 6. Hauptgruppe (Chalkogene) bestehen. II-VI-Halbleiter werden in der Halbleitertechnik eingesetzt und eignen sich auf Grund einer großen Bandlücke prinzipiell für Halbleiterlaser im kürzerwelligen Spektralbereich. Gerade für grüne Laser scheinen II-VI-Halbleiter bislang recht erfolgversprechend.

## Vertreter

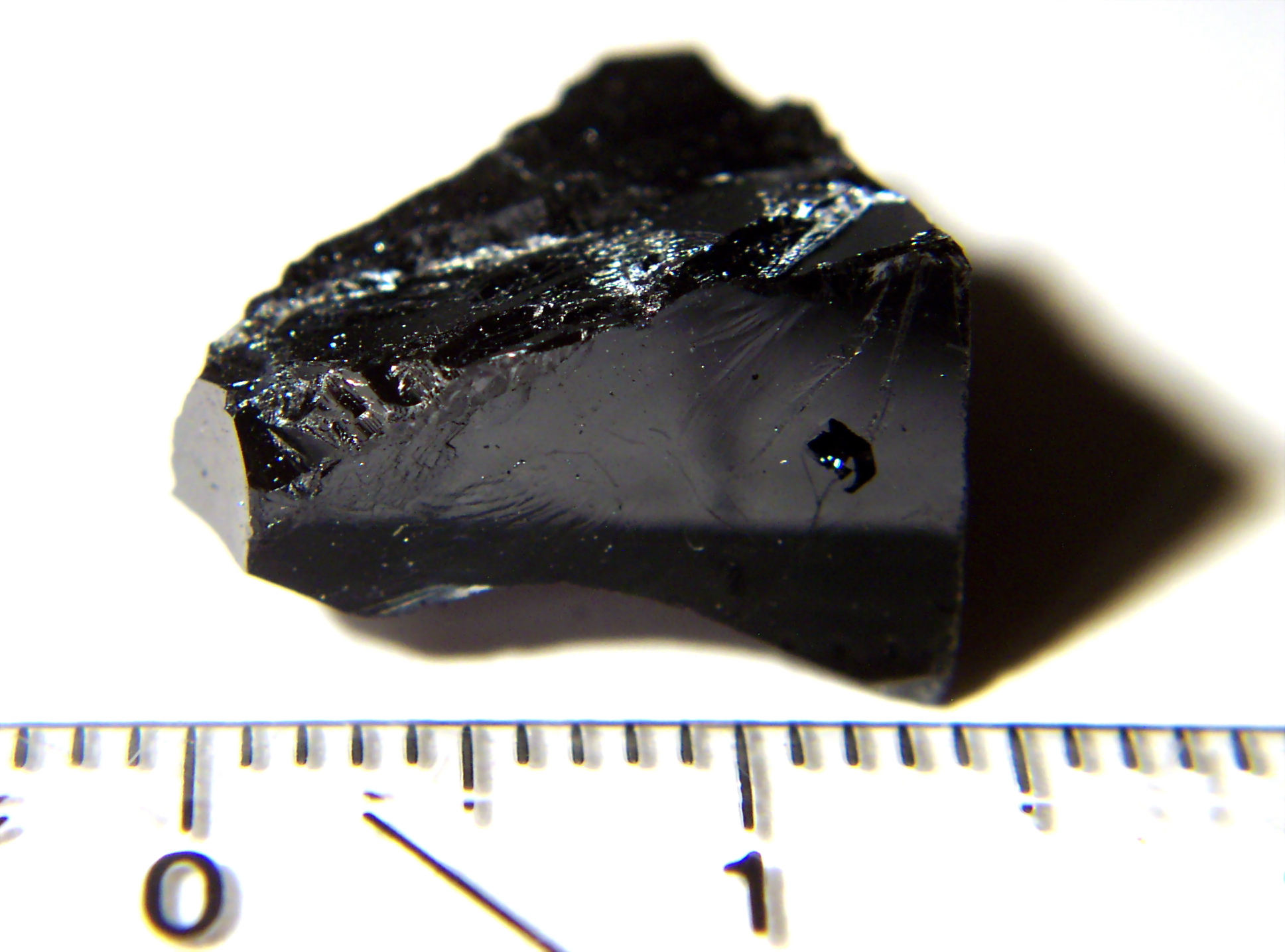
Hochreines Cadmiumtellurid (CdTe) für Halbleiteranwendungen

Typische Vertreter der II-VI-Verbindungshalbleiter sind Sulfide (z. B. Zinksulfid, Cadmiumsulfid), Selenide (z. B. Zinkselenid, Cadmiumselenid) und Telluride (z. B. Cadmiumtellurid, Zinktellurid, Berylliumtellurid).
Fast alle Verbindungen bilden Kristalle mit Zinkblende-Struktur.
In der Halbleitertechnik werden darüber hinaus noch ternäre Verbindungen wie (Zn,Cd)Se, Zn(S,Se), (Be,Zn)Se oder (Be,Cd)Se verwendet, die eine höhere Stabilität (vor allem Beryllium-Verbindungen) aufweisen.

## Herstellung
II-VI-Verbindungshalbleiter werden technisch durch epitaktisches Wachstum hergestellt, wobei als Substrat III-V-Verbindungshalbleiter (Heteroepitaxie) oder seltener ebenfalls II-VI-Halbleiter-Materialien (Homoepitaxie) verwendet werden. Als Substratmaterial hat sich dabei vor allem GaAs durchgesetzt, wobei auch ZnSe und InP Verwendung finden. Probleme können sich dabei durch Verspannungen auf Grund unterschiedlicher Gitterkonstanten von Substrat und Halbleiter ergeben.
Zur Dotierung von II-VI-Halbleitern eignen sich Elemente der 3. sowie 7. Hauptgruppe und Gruppe-15-Elemente.

## Eigenschaften

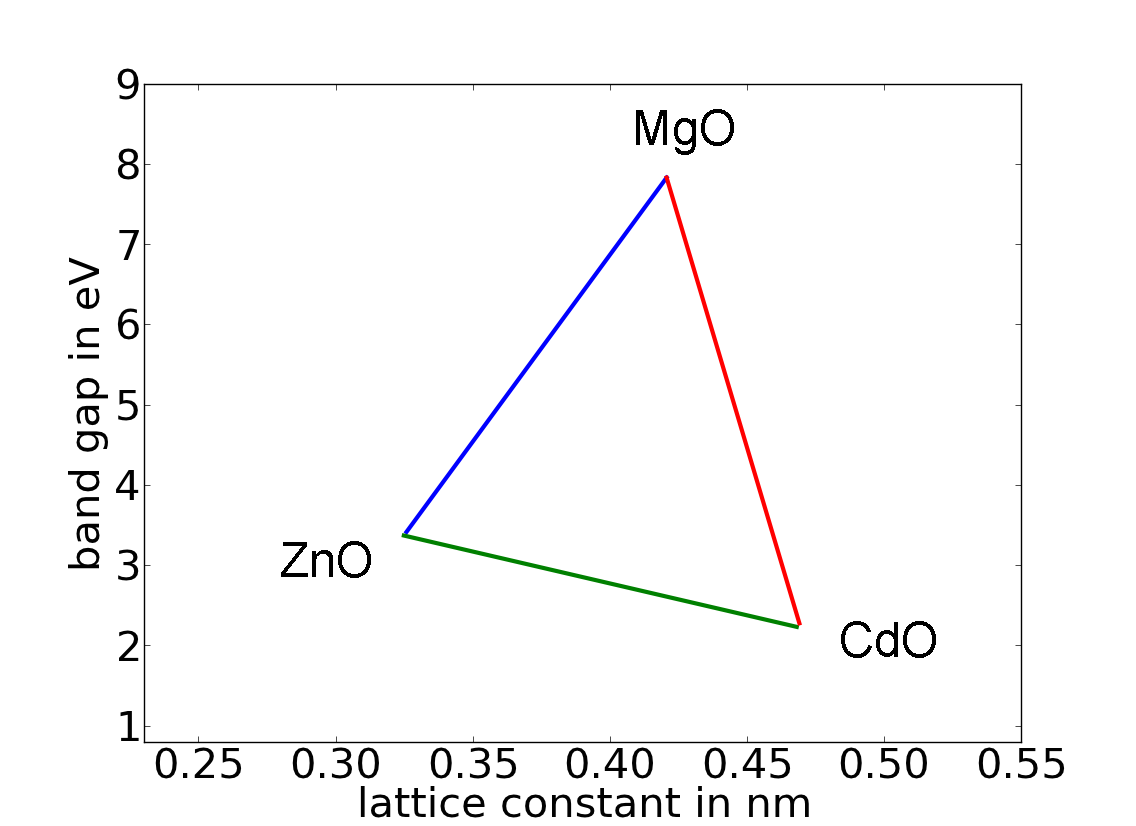
Bandlückenverlauf der ternären Kompositionen von ZnO, CdO und MgO aufgetragen gegen die Gitterkonstante a

II-VI-Verbindungshalbleiter besitzen gegenüber Silicium den Vorteil, dass man ihre Bandlücke mit der Materialzusammensetzung variieren kann. So lassen sich auch ternäre Verbindungen kombinieren, bei denen sowohl Gitterabstand als auch Energielücke gezielt variiert werden können. Es lassen sich damit gezielt die Eigenschaften verändern, die man z. B. für Anwendungen in der Optoelektronik benötigt. Ternäre Halbleiter werden daher hauptsächlich für Leucht- und Laserdioden verwendet. Dabei kann die emittierte Wellenlänge der Leuchtdioden weitestgehend mit der Komposition durchgestimmt werden. Dies wird lediglich dadurch limitiert, dass sich nicht alle Kompositionen mit jedem Materialverhältnis in guter Qualität herstellen lassen. Dies hängt vom Material und vom Herstellungsverfahren ab.
Wichtige Materialparameter sind zum einen die Bandlücke (die sich wie beschrieben mit der Komposition verändert). Sie bestimmt, welche Wellenlänge des Lichtes (Energie der Photonen) bei optischen Anwendungen emittiert bzw. absorbiert werden kann. Zum anderen spielt die Gitterkonstante des Materialsystems eine Rolle. Da die Halbleiter nur epitaktisch hergestellt werden können, müssen die Materialien aufeinander abgestimmt werden. Ein hoher Gitterversatz kann dabei die Stabilität des Gitters beeinträchtigen bzw. zu Verspannungen im Gitter führen. Dies wiederum kann zu starken Beeinträchtigungen der optoelektronischen Eigenschaften führen.
Bei ZnO muss trotz des hohen Potentials der optoelektronischen Eigenschaften erst bewiesen werden, dass eine effektive p-Dotierung möglich ist, bevor eine breite Anwendung stattfinden kann.